# Bromuro di diottadecildimetilammonio
Il bromuro di diottadecildimetilammonio (noto in letteratura con l'abbreviazione DODAB, dall'inglese dioctadecyldimethylammonium bromide) è un agente tensioattivo cationico. Esso è noto poiché forma in acqua vescicole unilamellari (ULVs). Tra i vari metodi per la preparazione delle vescicole cationiche DODAB ricordiamo quello dell'acqua calda: si dissolve il DODAB in acqua calda superiore a 50 °C in modo da raggiungere il punto di fusione della catena Tm (transizione principale).
In generale i termogrammi DSC (Calorimetria differenziale a scansione) delle dispersioni non sonicate DODAB sono dominati da due picchi endotermici: uno relativo ad una pre-transizione (35-36 °C) e l'altro relativo alla transizione principale (42.7-45 °C). Inoltre può essere presente, a particolari concentrazioni, un terzo picco relativo ad una post-transizione (52.2 °C).
La transizione principale è attribuita ad una transizione di fase gel-liquido cristallina, in cui le catene alchiliche si trasformano da solid-like a liquid-like.

## Proprietà
La concentrazione 10 mM di DODAB è una concentrazione critica, sotto la quale le dispersioni consistono di grandi vescicole unilamellari polidisperse (ULVs), che a 43 °C esibiscono una transizione locale (fusione della catena) che può essere interpretata come una transizione ULVs --> MLVs come indicato dall'aumento dei modouli dinamici .
Tuttavia sopra i 10 mM le dispersioni sono principalmente costituite da ULVs in coesistenza con frammenti lamellari.